# Vanished
Vanished é uma série dramática que estreou no canal americano Fox em 21 de agosto de 2006, e no canal Fox Brasil em 3 de janeiro de 2007. A série foi cancelada por baixa audiência em 10 de novembro de 2006, com 13 episódios, sendo que 4 deles não foram exibidos na televisão, mas sim no site da fox americana.

## Enredo
Sara Collins, professora e mulher do Senador Jeffrey Collins conta ao marido que tem um segredo, mas desaparece no meio de um jantar em sua homenagem antes que pudesse revelá-lo.
A investigação acerca de seu desaparecimento começa a mostrar segredos dos personagens principais.
Enquanto o senador Collins está limpa e quer desesperadamente encontrar sua esposa. Para tal, paga um resgate de cinco milhões de dólares em dinheiro, além de dar seu voto para um juiz indicado da Suprema Corte que odeia por saber que seduz menores.

## Recepção da crítica
Em sua 1ª temporada, Vanished teve recepção mista por parte da crítica especializada. Com base de 23 avaliações profissionais, alcançou uma pontuação de 51% no Metacritic. Por votos dos usuários do site, atinge uma nota de 5.0, usada para avaliar a recepção do público.

## Ligãções externas
- Vanished. no IMDb.